# آشور (ایزد)
آشور (به خط میخی آشوری: 𒀭𒀀𒇳𒊬) خدای ملی آشوری‌ها در دوران باستان تا زمانی که به تدریج به مسیحیت گرویدند بین قرن های ۱ و ۵ میلادی بود.

## نام
املای نام ایزد آشور دقیقاً مانند نام شهر آشور است. در متون آشوری، اصطلاح آشور هم می‌تواند به شهر و هم به خدایی اشاره کند که نام یکسانی دارند. خدایی که الوهیت اصلی شهر است یا جایی که پناهگاه این خدا در آن واقع شده‌است. شرايطی که یادآور موقعیت آتنا در آتن است. این که نام خدا یا شهر کدام یک مقدم بر دیگری‌ست، نامشخص است. تقریباً نیمی از نام‌های تئوفوریک دوره آشوری کهن به خدای آشور مربوط می‌شوند و حدود چهار درصد نام‌های دیگر به شهر آشور اشاره دارند. با این حال کاملا مشخص نیست که اصطلاح آشور در نام‌ها به خدا اشاره دارد یا شهر.
در کتیبه‌های سارگون دوم از آشور به عنوان آنشار یاد می‌شد و در زمان سناخریب به روشی رایج برای املای نام او تبدیل شد. پس از سقوط دولت آشور، ایزد آشور همچنان به عنوان آنشار در اوروک نو بابلی مورد احترام بود. از آنجایی که پادشاهان آشور عموماً تمایلی به اجرای پرستش آشور در حوزه‌های موضوعی نداشتند، فرض بر این است که آشور به طور طبیعی توسط آشوریان به اوروک معرفی شده است.

## شخصیت و شمایل‌نگاری
آشور خدایی است که ذاتاً با شهرش مرتبط است. لامبرت پیشنهاد کرده‌بود که خدای آشور تپه خدایی شده‌ای است که شهر آشور بر روی آن ساخته شده‌بود. همچنین این احتمال وجود دارد که صخره‌ای که بر روی رودخانه دجله در نزدیکی شهر آشور قرار دارد، محل اصلی آیین آشور بوده‌است.
نمایش احتمالی آشور در مهرهای آشوری قدیم، نقوش محراب گاو نر است که معمولاً در مهرهای كولتپه و بر روی مهرهای متعلق به مقامات عالی آشور ظاهر می‌شود.

## تاریخ

### هزاره سوم پیش از میلاد
اطلاعات کمی در مورد شهر آشور در هزاره سوم وجود دارد، اما این شهر ممکن است اهمیت مذهبی داشته باشد. در حالی که این شهر دارای معبدی بود که به ایشتار محلی خود (ایشتار اشور) اختصاص داده شده‌بود، هیچ نام شناخته شده‌ای از آشور به عنوان یک خدای متمایز وجود ندارد. معلوم نیست در این زمان کیش آشور وجود داشته‌است یا خیر، اگرچه به دلیل کمبود شواهد نمی توان این احتمال را رد کرد.

### دوره آشوری کهن
دوره قدیم آشور معاصر با دوره ایسین-لارسا و بابل قدیم در جنوب بین‌النهرین پس از استقلال شهر از اور است. در این دوره، معبد آشور توسط اقامتگاه‌های شهر ساخته و نگهداری می‌شد. آشور در متونی مانند عهدنامه و کتیبه‌های سلطنتی ظاهر می‌شد و پادشاهان مشروعیت سلطنت خودشان را به این خدا متصل می‌کردند. در دوره آشور قدیم، پادشاهان هرگز لقب پادشاه را بر عهده نمی‌گرفتند، در عوض خود را فرماندار یا حاکم شهر می‌خواندند و به جای آن عنوان پادشاه را برای آشور حفظ می‌کردند. پونگراتز-لایستن خاطرنشان می‌کند که موارد مشابهی را می‌توان در لاگاش پیش از دوره سارگونی یافت، جایی که پادشاهان لاگاش خود را به عنوان فرماندار لاگاش تعیین می‌کردند. همچنین در دوره آشور قدیم، پادشاه هنوز کاهن اعظم آشور نبود. اولین عبارتی که خدای آشور پادشاه شهر است و فرمانروا نماینده او بود، در مهر سیلولو است. جایی که متن با این جملات آغاز می‌شود: «آشور پادشاه است، سیلولو فرماندار آشور است».